# 秩父鉄道デキ1形電気機関車
秩父鉄道デキ1形電気機関車（ちちぶてつどうデキ1がたでんききかんしゃ）は、かつて秩父鉄道に在籍した直流用電気機関車である。製造メーカーも形態も異なるデキ1 - 5のグループと、デキ6・7の2グループが存在した。

## デキ1 - 5
1922年（大正11年）に同鉄道が電化されたことにより、それまで蒸気機関車に頼っていた石灰石輸送を電気機関車に転換するため、デキ1 - 5の5両がアメリカのウェスティングハウス・エレクトリック（車体・台車などの機械部はボールドウィン）で製造、輸入された。電化時に発注し、同年4月から使用開始となっている。日本に輸入された初めての幹線用大型電気機関車で、当時東海道本線電化を計画していた鉄道省の目に止まり、大井工場（現在のJR東日本東京総合車両センター）で組み立てられた。
ウェスティングハウス・エレクトリック製93.3kW（600V）の電動機を4基を搭載し、電磁空気単位スイッチ制御器を車体中央部に格納する全長10.43mの凸形機で、運転台は片側に寄っている。前面の窓は2枚で、乗務員扉は運転席横に取り付けられている。補機類をボンネットに配置し、登場当時はボンネット上に鐘が取り付けられていた。
1952年（昭和27年）の秩父鉄道の架線電圧1,500V昇圧の結果、116.6kW（750V）に出力増強となる。さらに1957年（昭和32年）に三菱製の高速度遮断器を追設、1961年（昭和36年）に機械室配線の更新、1969年（昭和44年）に国産の電動発電機が設置されているが、制御器や主電動機といった基礎的な電気機器については最後までウェスティングハウスのオリジナルを使用し続けている。
塗装は登場当時から1970年代後半までが茶色一色で、1980年代から廃車までが青色一色であった。

### 世代交代へ
戦後になり、自社発注のデキ100形や、日本国有鉄道から払い下げを受けたED38形が登場したが、変わらず貨物輸送に使用された。
その後、老朽化や貨物輸送量の減少が影響し、休車の車両が出始め、1984年（昭和59年）日本セメント（現太平洋セメント）埼玉工場（現日高工場）向け石灰石輸送が廃止になるとデキ3・デキ4・デキ5の3両が同年10月31日付けで廃車となる。その後1988年（昭和63年）12月1日付けでデキ1が、1994年（平成6年）11月30日付けでデキ2が廃車となり、形式消滅した。

### 保存
廃車後はデキ2を除いて静態保存された。

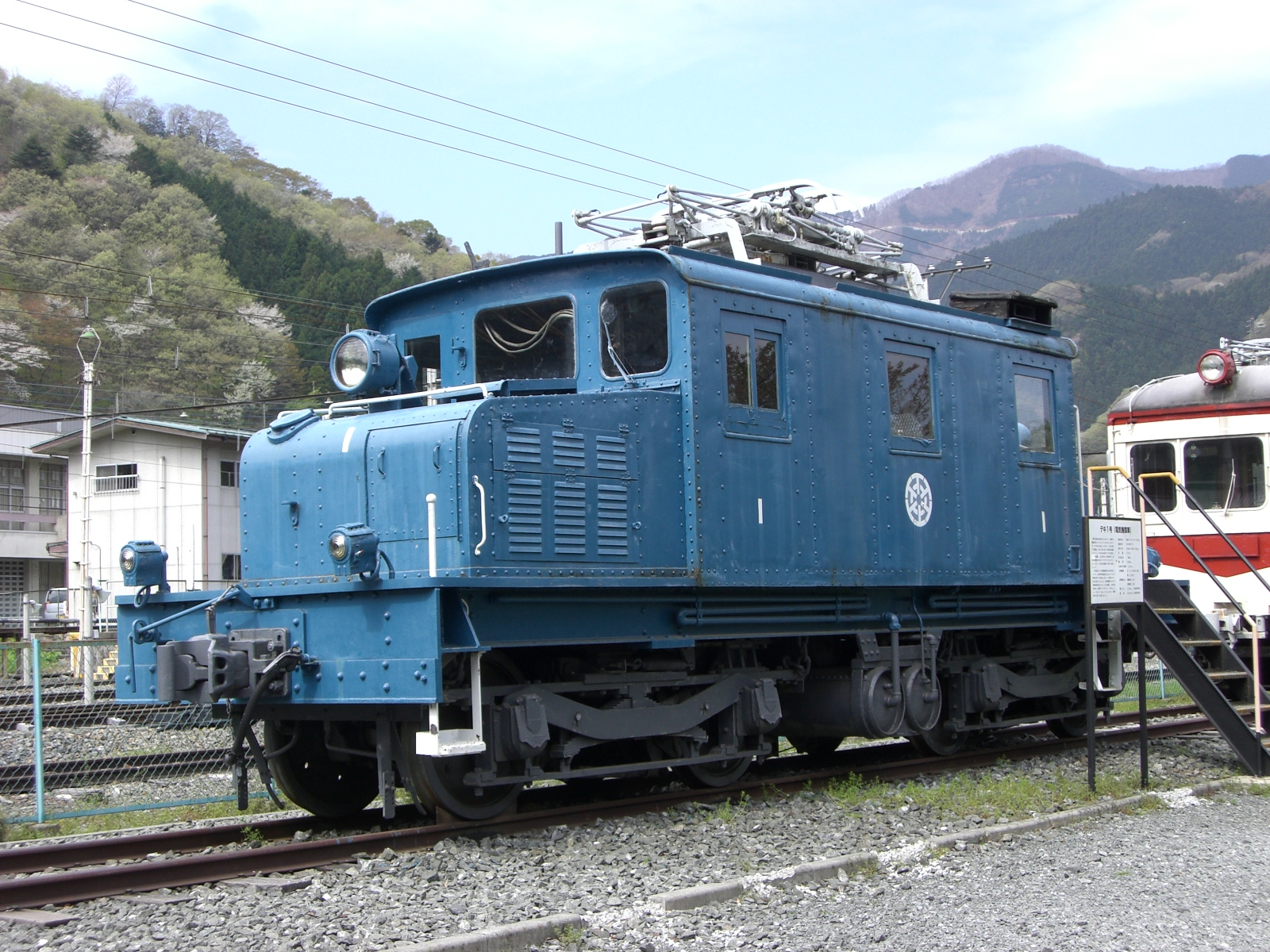
デキ1

- デキ1 - 三峰口駅横の秩父鉄道車両公園に静態保存。
- デキ3 - 熊谷市内運送会社にて静態保存。
- デキ4 - デキ3に同じ。
- デキ5 - 秩父市内の資材置き場に放置。

このうちデキ5は2007年（平成19年）頃解体、デキ1も2019年の鉄道車両公園リニューアルに際して解体された。デキ4は熊谷市内に保存される前に一時期長瀞駅構内に保管されていた。

## デキ6, 7
1925年（大正14年）、秩父セメント（当時）秩父工場の操業開始に合わせてイギリスのイングリッシュ・エレクトリック（車体・台車などの機械部はノース・ロコモティブ）で製造されたデッキ付き箱形B-B機。同型車は東武鉄道（ED10形）や青梅電気鉄道（1号形）にも存在した。
車体の正面、側面は非対称の形態であった。制御装置は当時最新鋭の電動カム軸式、主電動機はデッカー製149.2kW(600V)×4で、ブレーキはEL-14A空気ブレーキと手ブレーキを併用、台車はデッキと一体の板台枠台車を履く。パンタグラフは2基搭載していた。塗装は登場以来廃車まで茶色一色であった。
その後、戦時中にパンタグラフは1基に減らされた。また、1952年の架線電圧の1200Vから1500Vへの昇圧に伴い、主抵抗器の結線変更などが施工され電動機出力が186kW(750V)×4に増強された。
性能はデキ100形のデキ101をしのいでいたが、デキ1 - 5と異なり登場以来、配線や補機交換を始めとする機器更新を加えなかったことから老朽化が進み、1976年（昭和51年）500系電車を6両牽引するさよなら運転を行い、翌1977年（昭和52年）1月10日付けで2両そろって廃車となった。